# Roman Wiszniowski
Roman Władysław Wiszniowski vel Roman Wisznia vel Ludwik Bielik vel Zbigniew Wysocki pseud.: Harcerz, Irys, Tarcza, Sosna, Opacz, Orion, Wicher, Wiatr, On, Joasia (ur. 13 kwietnia 1920 w Stanisławowie, zm. 16 lutego 1989 w Lublinie) – żołnierz-ochotnik Wojska Polskiego w czasie kampanii wrześniowej, żołnierz Armii Andersa, oficer Polskich Sił Zbrojnych na Zachodzie i Armii Krajowej, porucznik łączności, cichociemny.

## Życiorys
W 1939 roku ukończył Gimnazjum Matematyczno-Fizyczne im. Zawiszy Czarnego w Stanisławowie i uzyskał świadectwo dojrzałości. W czasach gimnazjalnych czynnie działał w harcerstwie, będąc drużynowym drużyny im. Zawiszy Czarnego w Stanisławowie.
We wrześniu 1939 roku ochotniczo zgłosił się do 75 pułku piechoty, następnie walczył w 6 pułku strzelców podhalańskich. Dostał się do niewoli niemieckiej, jednak następnego dnia uciekł. Wrócił do domu i na bazie drużyny harcerskiej zorganizował oddział pod nazwą „Awangarda”. 4 grudnia przy próbie przekroczenia granicy polsko-węgierskiej został aresztowany przez NKWD, skazany na 5 lat łagru i zesłany do niewolniczej pracy w okolicy Workuty. Po zwolnieniu na mocy układu Sikorski-Majski zgłosił się do Armii Andersa, gdzie 27 marca 1942 roku przydzielono go do 4 kompanii 7 Dywizji Piechoty. Od 20 maja służył 8 dywizjonie artylerii przeciwlotniczej 8 Dywizji Piechoty, a od 20 lipca – w kompanii sztabowej 20 pułku piechoty. W październiku 1942 roku dotarł do Wielkiej Brytanii, 8 listopada został przydzielony do Sekcji Dyspozycyjnej Naczelnego Wodza, gdzie ukończył Szkołę Podchorążych Rezerwy Łączności.
Przeszedł szkolenie w zakresie dywersji i radiotelegrafii (łączności radiowej) i został zaprzysiężony 10 lipca 1943 roku na rotę Armii Krajowej w Oddziale VI Naczelnego Wodza. W nocy z 14 na 15 września 1943 roku został zrzucony do kraju w ramach akcji „Neon 7” dowodzonej przez kpt. naw. Antoniego Freyera (zrzut na placówkę odbiorczą „Spodek” 8 km na północny zachód od stacji kolejowej Garwolin). Po aklimatyzacji w Warszawie dostał w październiku przydział do Oddziału V Łączności Obszaru Lwowskiego AK, gdzie przybył 14 listopada 1943 roku. Otrzymał funkcję radiotelegrafisty, wkrótce także instruktorem, a od 1 lutego – dowódcą plutonu łączności radiowej „Palma” i „Opacz”. W listopadzie 1943 roku był przypadkowo aresztowany przez Niemców, wkrótce zwolniony, później poszukiwany przez Gestapo. Jego pluton łączności liczył 30 osób. Zorganizował pluton szkoleniowy, pluton nasłuchu BBC i zalążek plutonu zaopatrzenia „Łada”. Uruchomił radiostację (nr 36), nawiązał łączność z radiostacjami nr 35 (w Londynie) i nr 94 (we Włoszech). Przygotował do pracy kolejne radiostacje (nr nr 37, 38, 37/153, 157, 78, 38/175). Za tę pracę został odznaczony 15 lipca 1944 roku Srebrnym Krzyżem Zasługi z Mieczami. Zagrożony aresztowaniem został przeniesiony na urlop, następnie do oddziału partyzanckiego kpt. „Draży” (Dragana Sotiroviča), działającego w składzie 14 pułku Ułanów Jazłowieckich AK, gdzie również obsługiwał radiostację.
Brał udział w akcji „Burza” we Lwowie. Był ranny. Za udział w tych walkach został odznaczony Krzyżem Walecznych. Po zajęciu Lwowa przez wojska radzieckie kontynuował działalność radiotelegraficzną w ramach organizacji NIE.
5 czerwca 1945 roku został aresztowany przez NKGB i skazany przez Wojenny Trybunał Wojskowy NKWD na 20 lat i ponownie wywieziony do Workuty. Wrócił do Polski w 1955 roku. Podjął pracę w Lubelskim Zjednoczeniu Budownictwa (m.in. kierował Branżowym Ośrodkiem Organizacji i Normowania Pracy). W 1980 roku przeszedł na emeryturę. Po powrocie do Polski, po 1956 roku czynnie działał w ZHP. Pracował również w Zespole Historycznym Cichociemnych w Warszawie.

## Awanse
- kapral podchorąży – ze starszeństwem od 23 kwietnia 1943 roku
- podporucznik – 14 września 1943 roku
- porucznik –

## Odznaczenia
- Krzyż Srebrny Orderu Virtuti Militari
- Krzyż Walecznych
- Srebrny Krzyż Zasługi z Mieczami - 15 lipca 1944 roku
- Złoty Krzyż Zasługi
- Krzyż „Za Zasługi dla ZHP”.

## Życie rodzinne
Był synem Antoniego i Heleny z domu Berger. Miał czterech braci: Mieczysława, Kazimierza, Stanisława i Bronisława. Ożenił się ze Stefanią Lechowicz (ur. w 1922 roku). Mieli syna Jana (ur. w 1961 roku).